# Volleyball Australia
Volleyball Australia ist der Dachverband des Volleyballsports in Australien. Seine Ziele sind die Förderung des Hallen- und Beachvolleyballs sowie des Stand-, Sitz- und Gehörlosenvolleyballs. Volleyball Australia ist Mitglied der Asian Volleyball Confederation (AVC) und des Internationalen Volleyball-Verbandes (FIVB). 

## Geschichte
Der Verband wurde 1963 während der Austragung des Interstate Cups als Australian Volleyball Federation gegründet. Die Veranstaltung war ein Wettbewerb der Männerteams aus Melbourne, Sydney und Adelaide. Die Gründer einigten sich auf eine Rotation der Präsidentschaft. Jeweils ein Jahr lang sollte ein Repräsentant aus Victoria, New South Wales und South Australia den Vorsitz führen. 1965 traten die Sportler aus dem Australian Capital Territory der Organisation bei. Im gleichen Jahr fanden zum ersten Mal landesweite Meisterschaften der Frauen statt. Der erste von allen Mitgliedern gewählte Präsident war Bob Foot. Seine Amtszeit dauerte von 1966 bis 1975.

### Präsidenten
- 1963	 John Versteegh (SA)
- 1964	 Ted Kipste (NSW)
- 1965	 Henn Tonisson (VIC)
- 1966–1975	Bob Foot (ACT)
- 1976–1982	Eric Hayman (VIC)
- 1983	 Wally Lebedew (SA)
- 1984–1987	Gordon Duffus (ACT)
- 1988–1997	Barry Couzner (SA)
- 1997–2013	Chris Schacht (SA)
- seit 2013	Craig Carracher (NSW)

## Verbände der Bundesstaaten und Territorien
- ACT für Australian Capital Territory
- NSW für New South Wales
- NT für Northern Territory
- QLD für Queensland
- SA für South Australia
- TAS für Tasmanien
- VIC für Victoria
- WA für Western Australia

## Aufgaben
Im Hallenvolleyball ist der Verband verantwortlich für die australischen Volleyballligen (AVL) für Frauen und Männer, für Junioren- und Jugendwettbewerbe, für Schulsportveranstaltungen sowie für Behindertensport.

Im Beachvolleyball richtet Volleyball Australia sowohl Elite16-, Challenge- und Future-Veranstaltungen der Volleyball World Beach Pro Tour aus als auch die Australian Beach Volleyball Tour und Events für Junioren, Jugendliche und Kinder.

In der Australian Volleyball Academy (AVA) sollen Talente ausgebildet werden, die das Potenzial besitzen, später an Olympischen Spielen im Volleyball oder im Beachvolleyball teilzunehmen.